# Anders Franzéns park

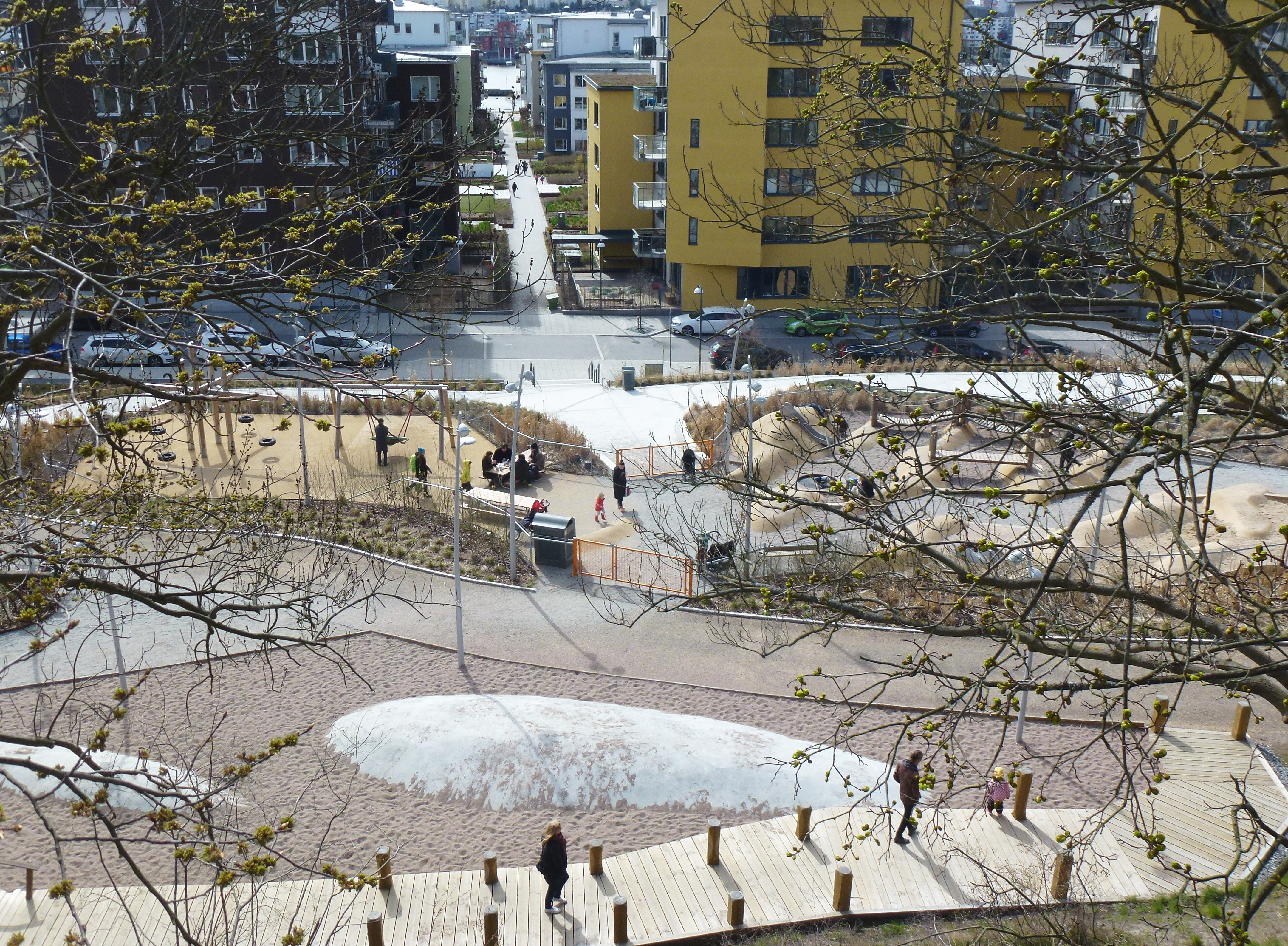
Parkens norra del sedd från Danviksklippan, april 2015.

Anders Franzéns park är en park vid Henriksdalshamnen i Södra Hammarbyhamnen i Stockholms kommun. Parken invigdes år 2014 och nominerades till Årets Stockholmsbyggnad 2015.

## Beskrivning

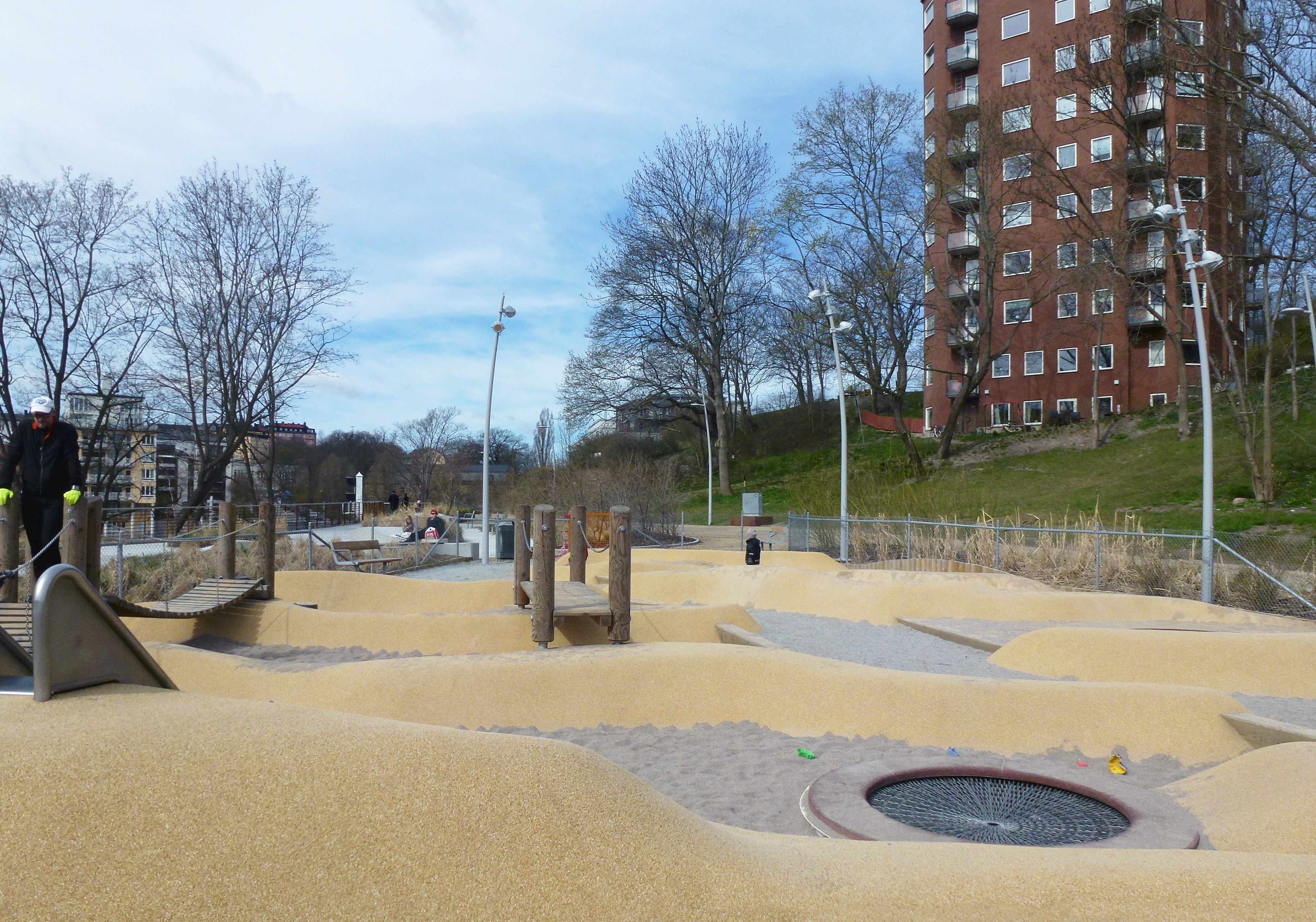
Böljande leklandskap.

Parken är uppkallad efter amatörarkeologen Anders Franzén som bland annat fann Regalskeppet Vasa. Parken hör till de sista delarna som anlades i Hammarby sjöstadsprojektet och som pågår sedan slutet av 1990-talet. Parken ligger intill Henriksdalshamnen mellan norra slutet av bostadsbebyggelsen och Danviksklippan och sträcker sig längs kanalen och mellan bebyggelsen. 
Byggstart var i augusti 2013 och parken invigdes i september 2014. Parken gestaltades av AJ landskapsarkitekter med Stockholms stad som byggherre. Parken är uppdelad i flera zoner, bland annat sand- och soldäck vid vattnet, pulkabackar mot Danviksklippan, planteringar, promenadvägar och gräsytor samt skate- och asfaltytor. Kajerna är utförda i platsgjuten borstad betong med böljande form och kantskoning av cortenstål.
Parkens stora attraktion är en lekpark i norra delen som är gestaltad av konstnären Tor Svae och som anknyter till den tidigare industriverksamheten som fanns här. Den innehåller bland annat bland ett skeppsvarv i miniformat, en mekanisk verkstad med maskiner, ett snickeri med sågverk, en dykarklocka och en knallröd bogserbåt som heter Hildur. En liten kåkstad i barnstorlek klättrar upp för Danviksklippan och fungerar som klätterställning. Allt är naturtroget uppbyggt med originaldelar från olika verkstäder och barnen får leka med allt.
I april 2015 nominerades Anders Franzéns park som ett av tio projekt i arkitekturtävlingen Årets Stockholmsbyggnad. I juryn sitter bland andra sekreteraren i skönhetsrådet Henrik Nerlund som menar angående parken: ”Ett intressant stadsrum som väcker nyfikenhet och lekfullhet hos besökare i alla åldrar. Parkens innehåll knyter stiligt an till såväl Anders Franzén som den tidigare verksamheten i området.” 

## Bilder från lekparken

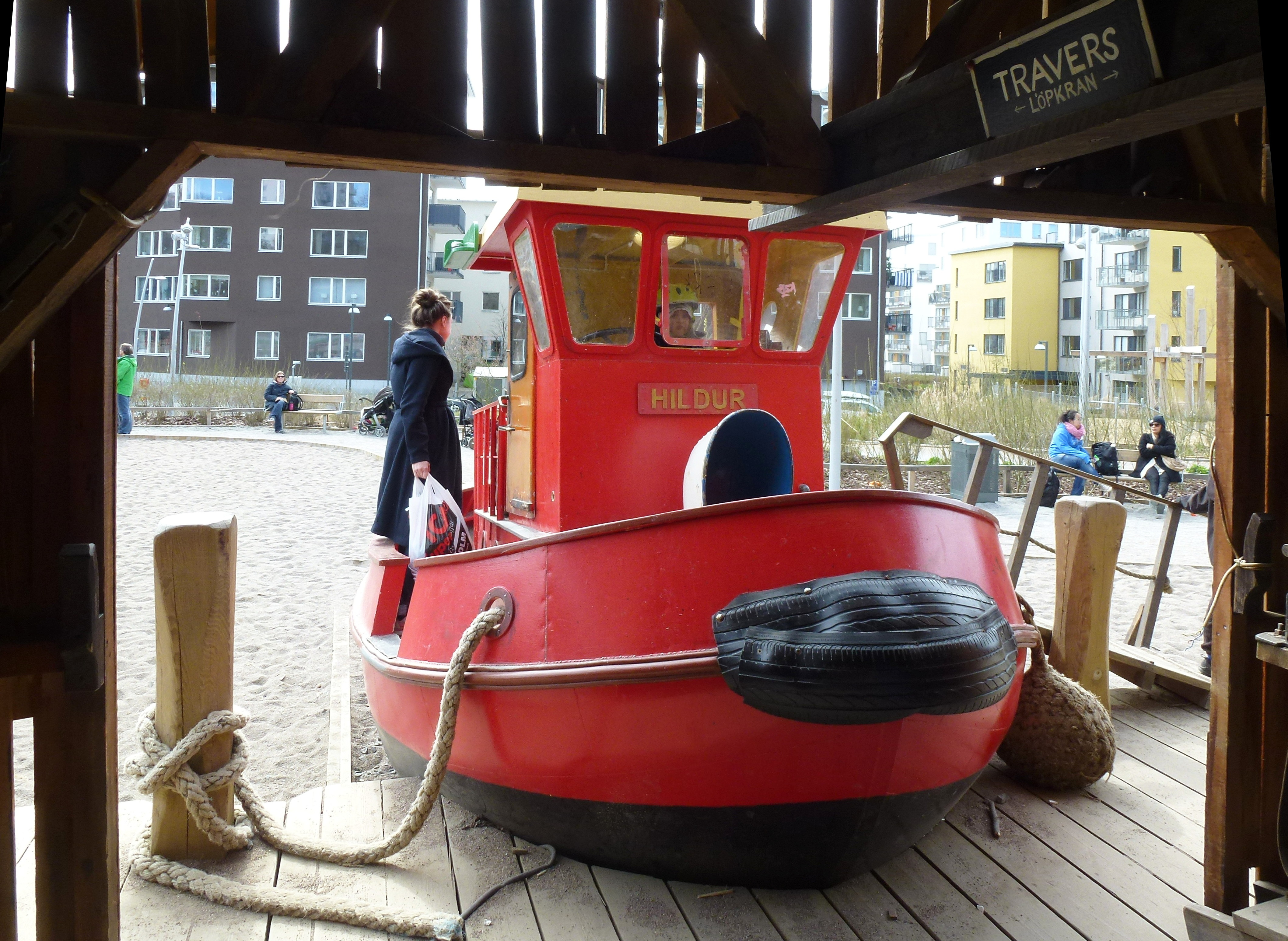
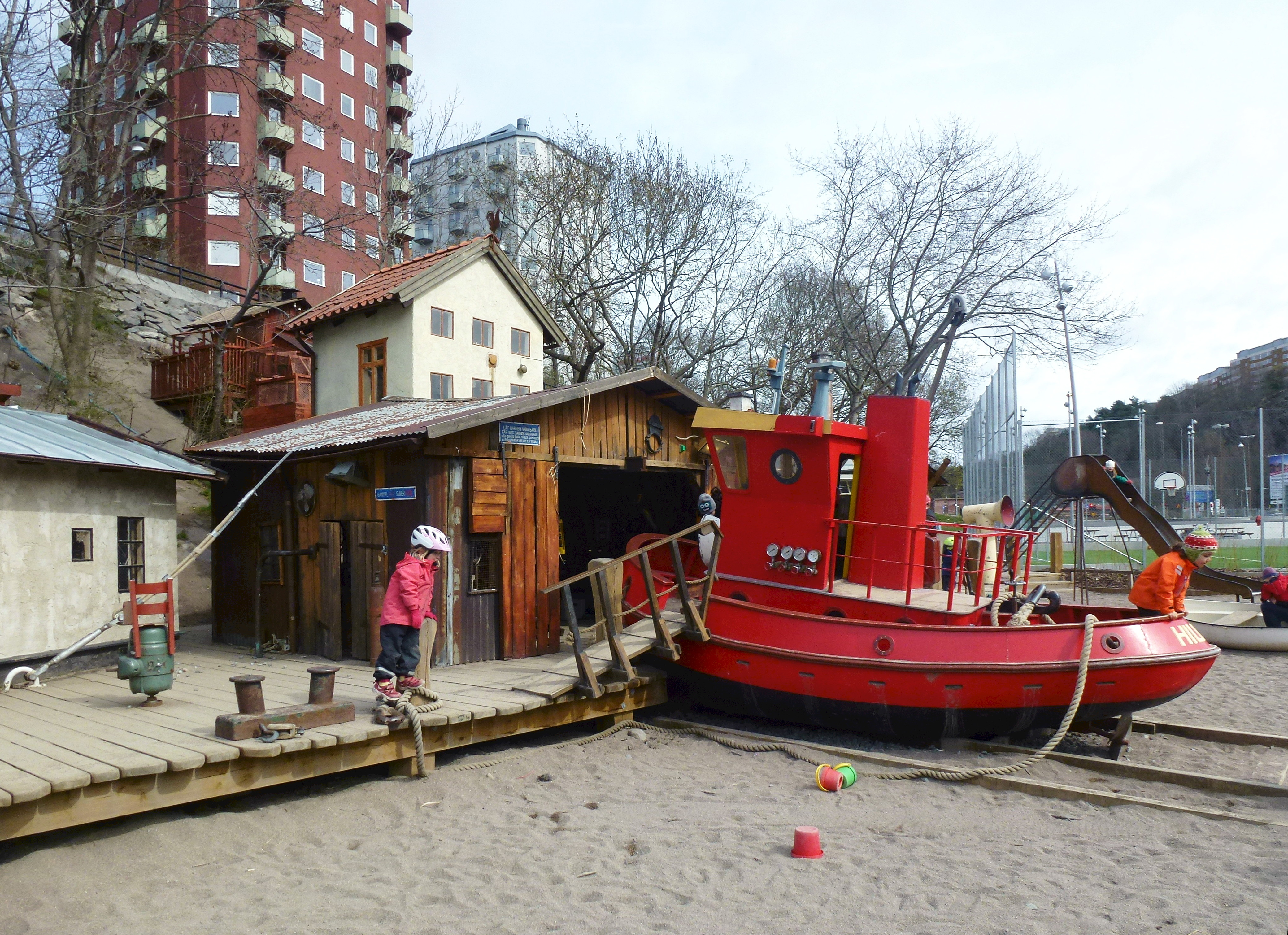
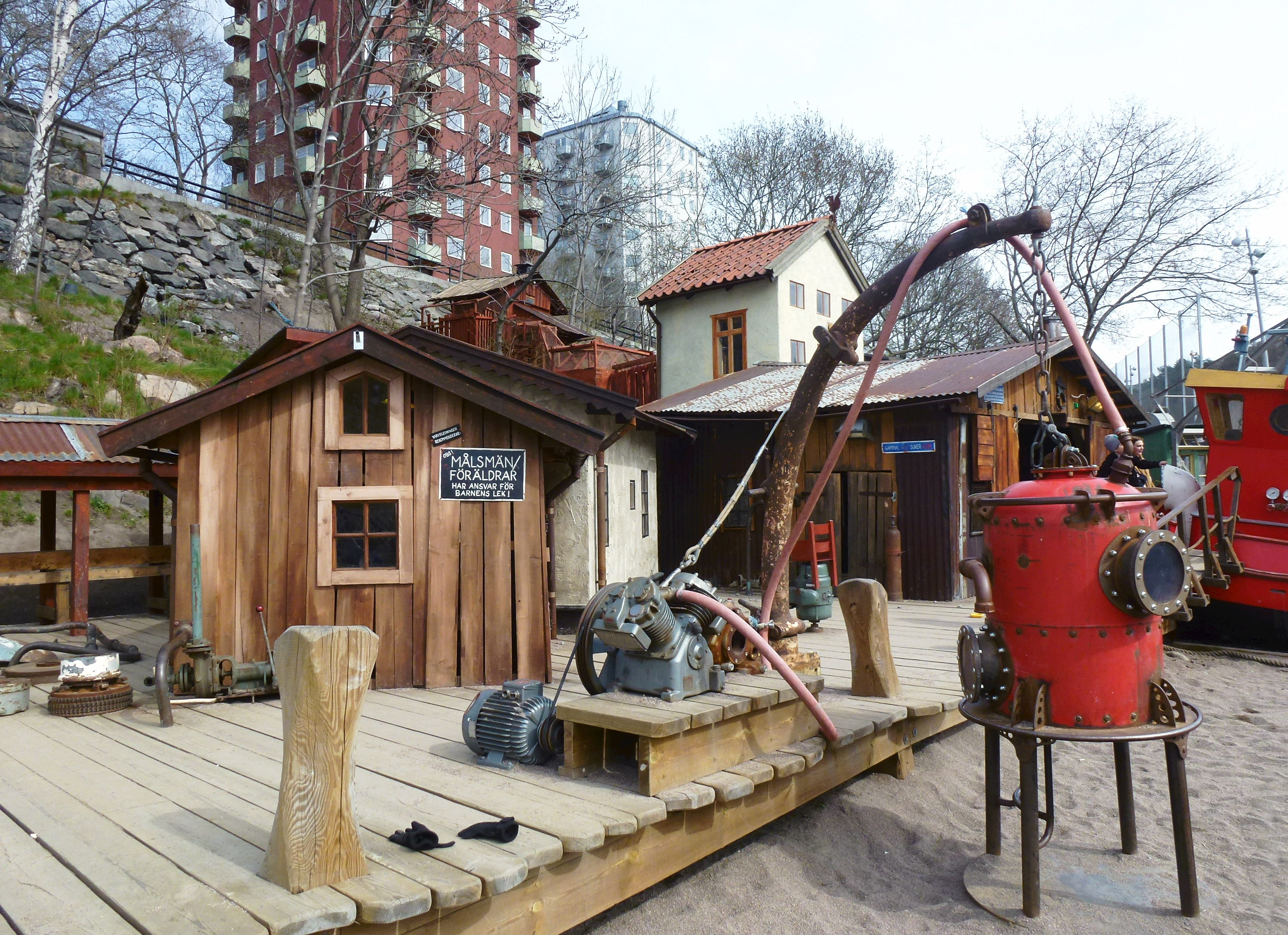
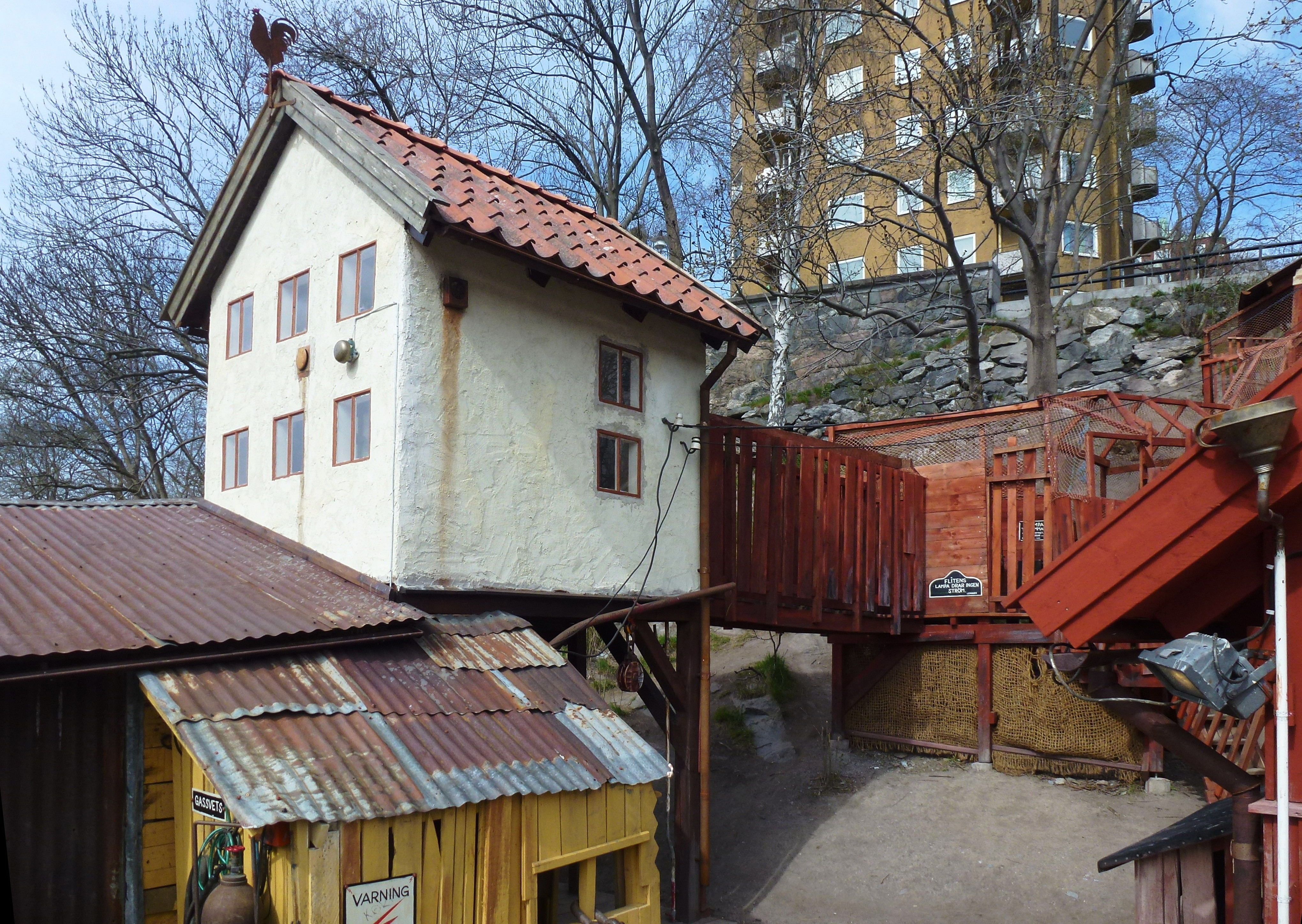

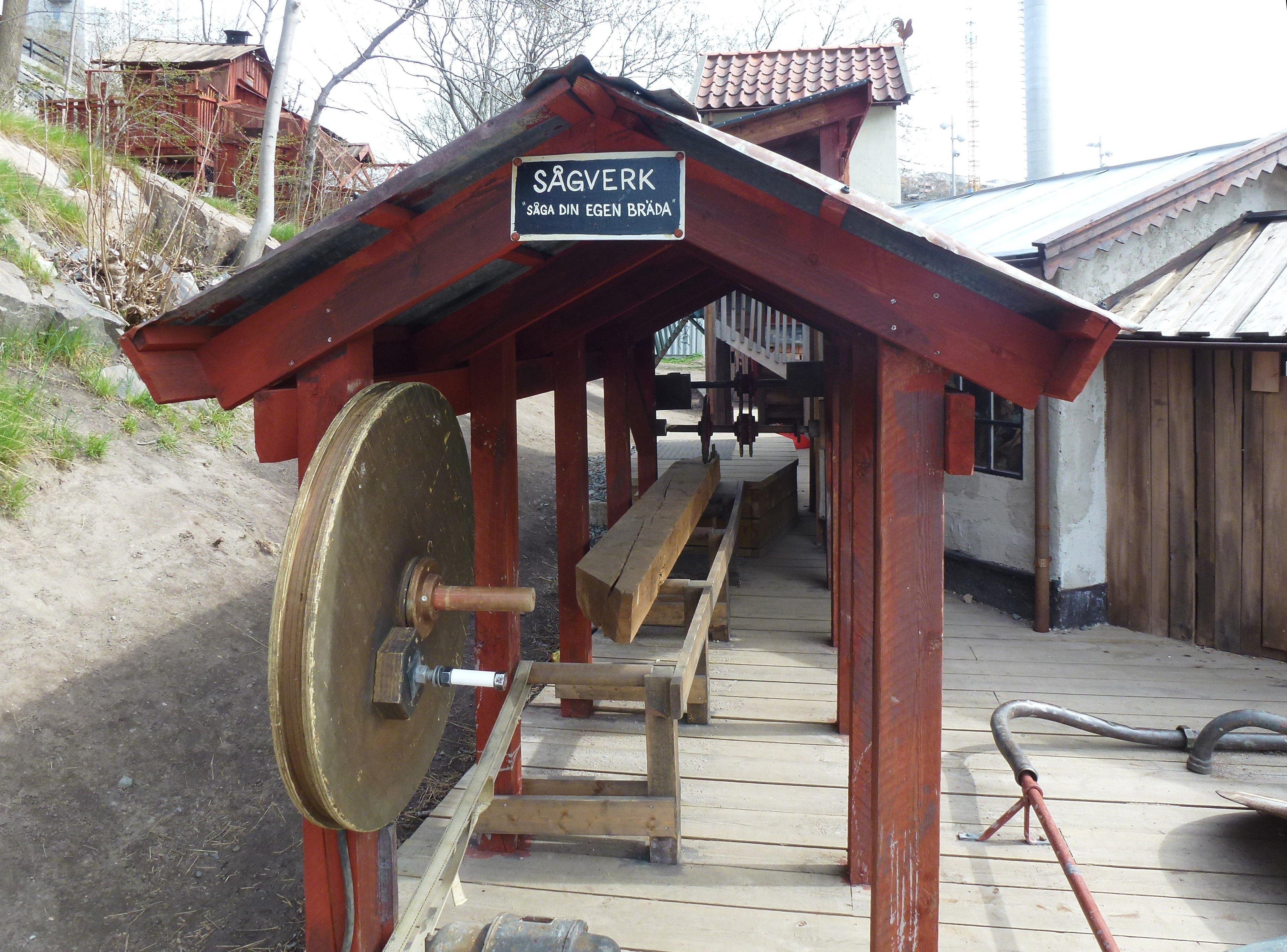
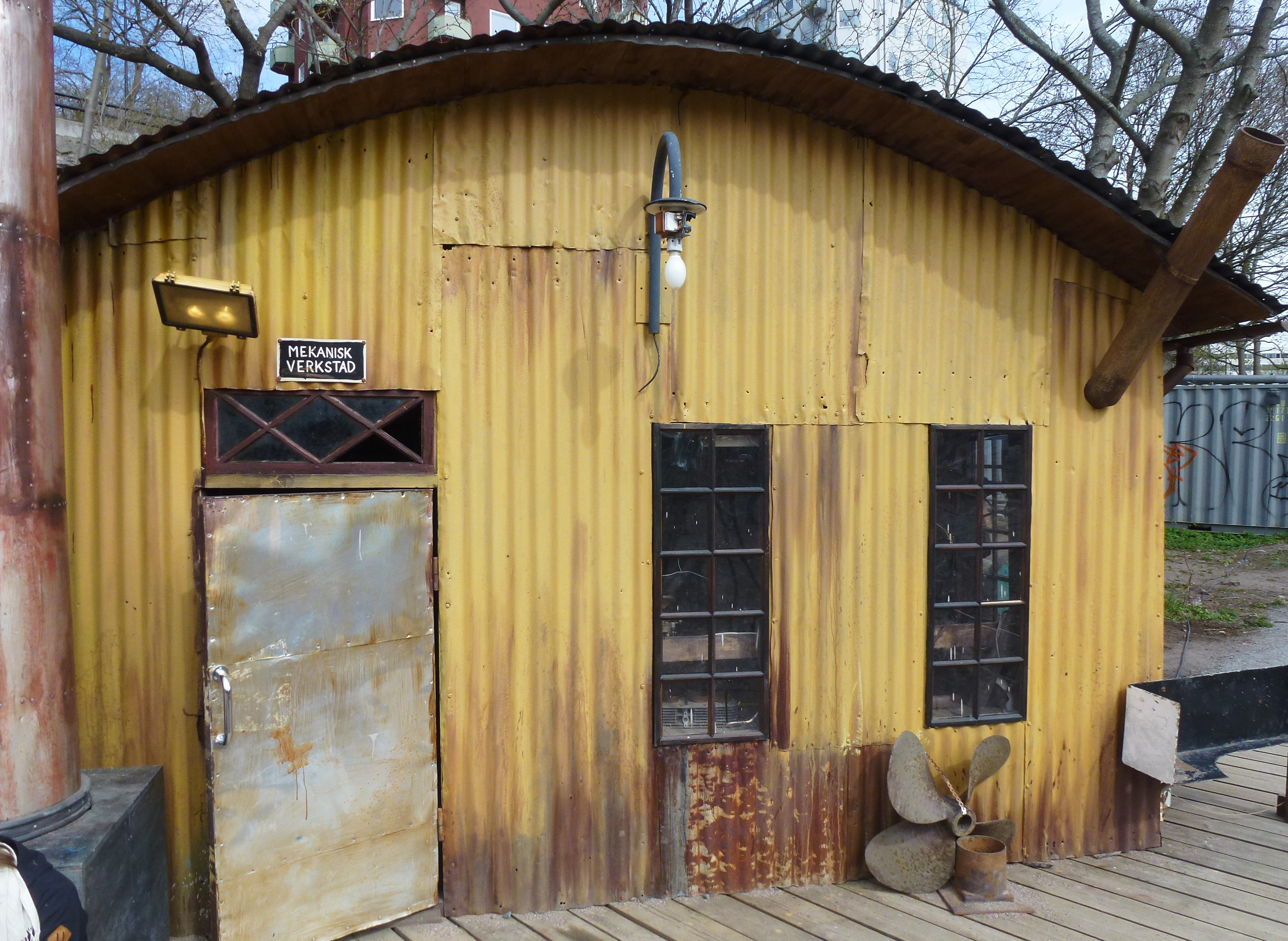
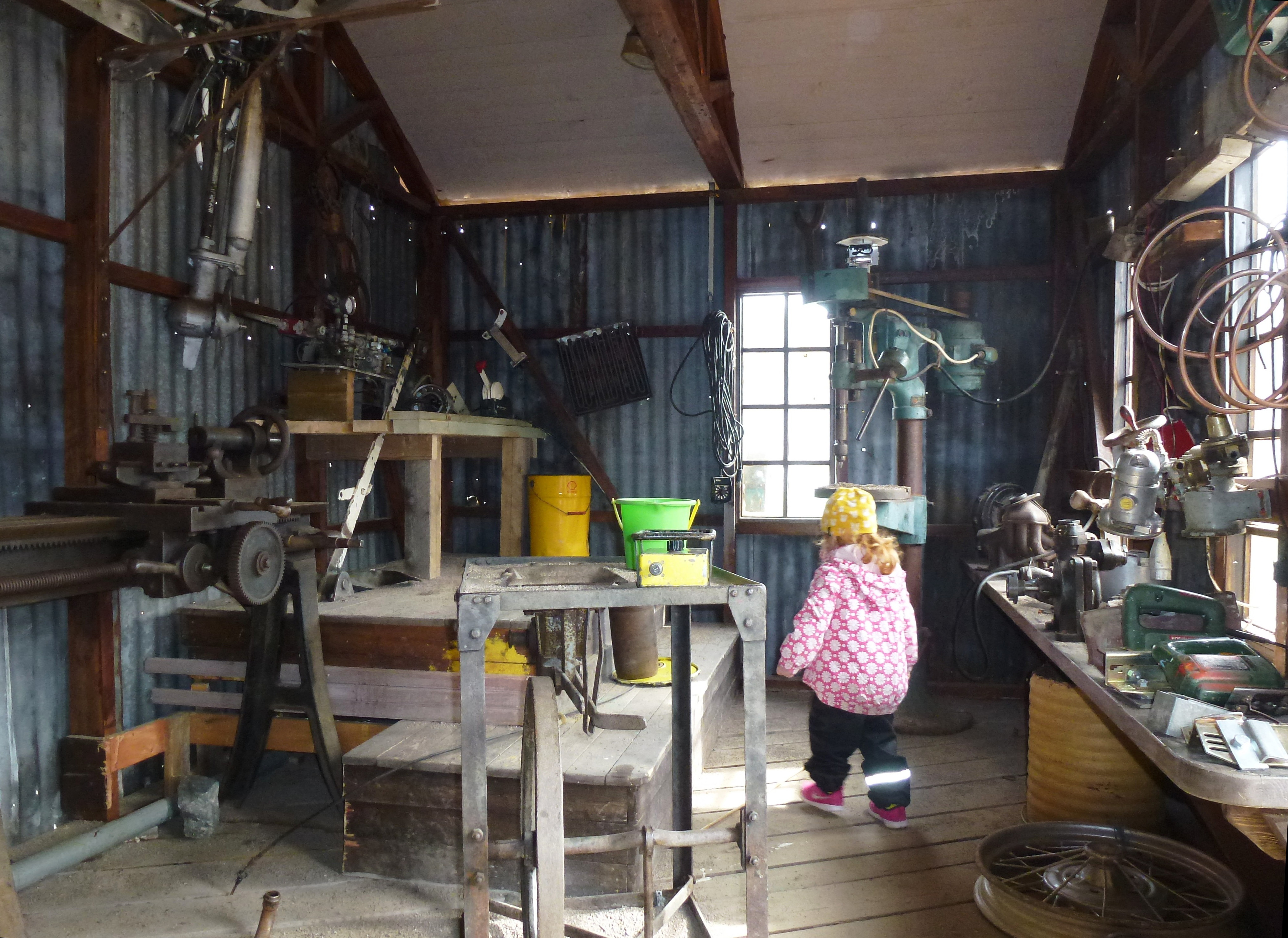
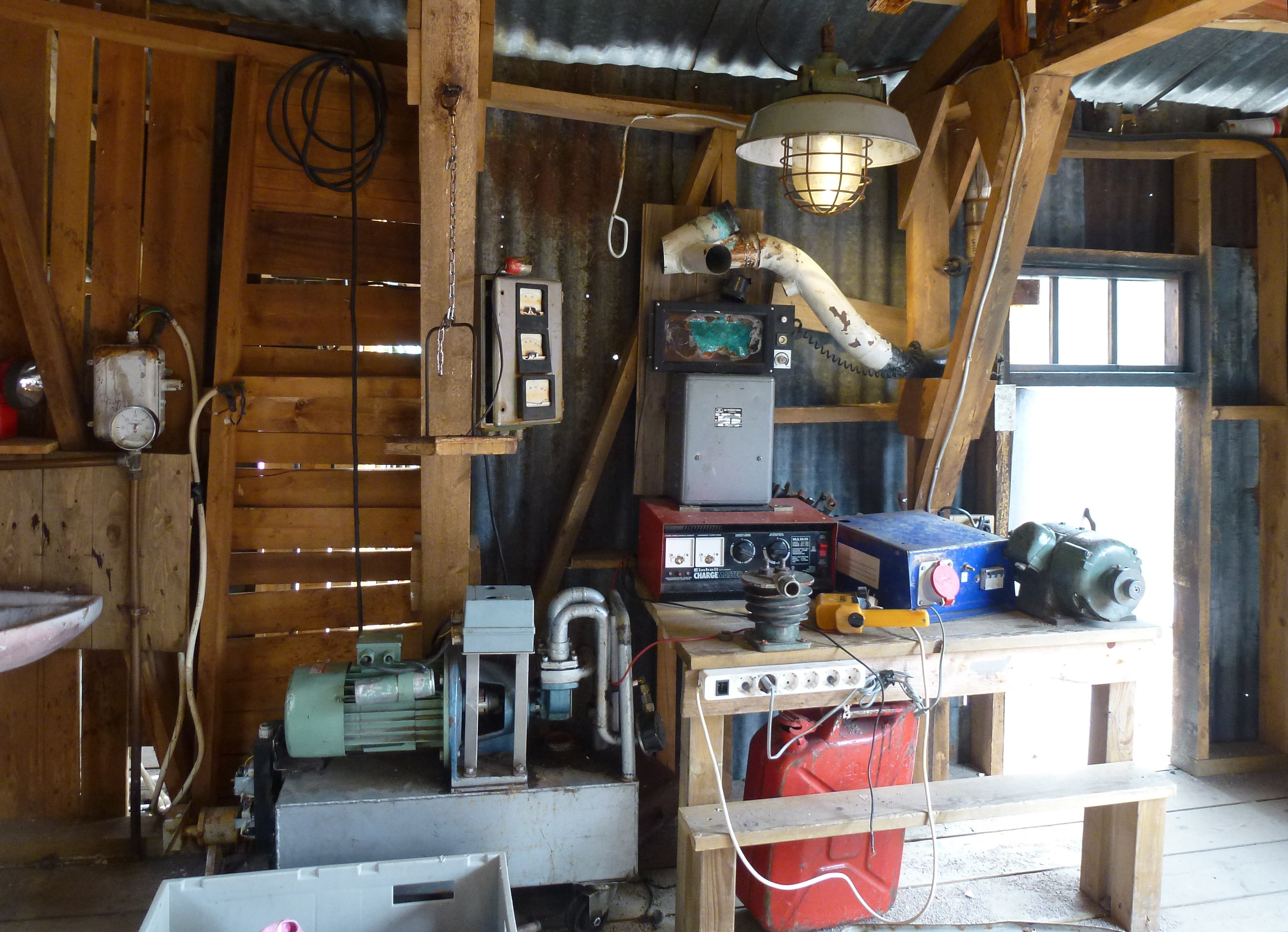